# Parigi-Nizza 2003
La Parigi-Nizza 2003, sessantunesima edizione della corsa, si svolse dal 9 al 16 marzo su un percorso di 1 094 km ripartiti in 7 tappe precedute da un cronoprologo. Fu vinta dal kazako Alexandre Vinokourov, che bissò il successo dell'anno precedente, davanti allo spagnolo Mikel Zarrabeitia Uranga e all'italiano Davide Rebellin.
La corsa fu funestata dal tragico incidente in cui trovò la morte il ciclista kazako Andrej Kivilëv nel corso della terza tappa.

## Tappe
| Tappa  | Data     | Percorso                                | km    | Vincitore di tappa  | Leader cl. generale |
| ------ | -------- | --------------------------------------- | ----- | ------------------- | ------------------- |
| Prol.  | 9 marzo  | Issy-les-Moulineaux (cron. individuale) | 4.8   | Nico Mattan         | Nico Mattan         |
| 1ª     | 10 marzo | Auxerre > Paray-le-Monial               | 191   | Alessandro Petacchi | Stuart O'Grady      |
| 2ª     | 11 marzo | La Clayette > Saint-Étienne             | 182.5 | Davide Rebellin     | Davide Rebellin     |
| 3ª     | 12 marzo | Le Puy-en-Velay > Pont du Gard          |       | tappa neutralizzata | Davide Rebellin     |
| 4ª     | 13 marzo | Vergèze > Vergèze (cron. individuale)   | 16.5  | Dario Frigo         | Dario Frigo         |
| 5ª     | 14 marzo | Aix-en-Provence > Mont Faron            | 152.5 | Aleksandr Vinokurov | Aleksandr Vinokurov |
| 6ª     | 15 marzo | Mont Faron > Cannes                     | 194.5 | Joaquim Rodríguez   | Aleksandr Vinokurov |
| 7ª     | 16 marzo | Nizza > Nizza                           | 160   | David Bernabéu      | Aleksandr Vinokurov |
| Totale | Totale   | Totale                                  | 1 094 |                     |                     |

## Dettagli delle tappe

### Prologo
- 9 marzo: Issy-les-Moulineaux > Issy-les-Moulineaux (cron. individuale) – 4,8 km

| Pos. | Corridore        | Squadra  | Tempo |
| ---- | ---------------- | -------- | ----- |
| 1    | Nico Mattan      | Cofidis  | 5'47" |
| 2    | Tyler Hamilton   | Team CSC | a 2"  |
| 3    | Philippe Gaumont | Cofidis  | a 5"  |

| Pos. | Corridore        | Squadra  | Tempo |
| ---- | ---------------- | -------- | ----- |
| 1    | Nico Mattan      | Cofidis  | 5'47" |
| 2    | Tyler Hamilton   | Team CSC | a 2"  |
| 3    | Philippe Gaumont | Cofidis  | a 5"  |

### 1ª tappa
- 10 marzo: Auxerre > Paray-le-Monial – 191 km

| Pos. | Corridore           | Squadra         | Tempo    |
| ---- | ------------------- | --------------- | -------- |
| 1    | Alessandro Petacchi | Fassa Bortolo   | 5h13'25" |
| 2    | Robbie McEwen       | Lotto-Domo      | s.t.     |
| 3    | Stuart O'Grady      | Crédit Agricole | s.t.     |

| Pos. | Corridore           | Squadra         | Tempo    |
| ---- | ------------------- | --------------- | -------- |
| 1    | Stuart O'Grady      | Crédit Agricole | 5h19'11" |
| 2    | Nico Mattan         | Cofidis         | a 1"     |
| 3    | Alessandro Petacchi | Fassa Bortolo   | s.t.     |

### 2ª tappa
- 11 marzo: La Clayette > Saint-Étienne – 182,5 km

| Pos. | Corridore            | Squadra      | Tempo    |
| ---- | -------------------- | ------------ | -------- |
| 1    | Davide Rebellin      | Gerolsteiner | 5h01'14" |
| 2    | Alexandre Vinokourov | Team Telekom | s.t.     |
| 3    | Alexandre Botcharov  | AG2R         | s.t.     |

| Pos. | Corridore            | Squadra       | Tempo     |
| ---- | -------------------- | ------------- | --------- |
| 1    | Davide Rebellin      | Gerolsteiner  | 10h20'25" |
| 2    | Alexandre Vinokourov | Team Telekom  | a 3"      |
| 3    | Dario Frigo          | Fassa Bortolo | a 13"     |

### 3ª tappa
- 12 marzo: Le Puy-en-Velay > Pont du Gard – 192,5 km - Tappa neutralizzata

### 4ª tappa
- 13 marzo: Vergèze > Vergèze (cron. individuale) – 16,5 km

| Pos. | Corridore      | Squadra       | Tempo  |
| ---- | -------------- | ------------- | ------ |
| 1    | Dario Frigo    | Fassa Bortolo | 19'07" |
| 2    | Jörg Jaksche   | ONCE          | a 8"   |
| 3    | Tyler Hamilton | Team CSC      | a 13"  |

| Pos. | Corridore            | Squadra       | Tempo     |
| ---- | -------------------- | ------------- | --------- |
| 1    | Dario Frigo          | Fassa Bortolo | 10h39'45" |
| 2    | Alexandre Vinokourov | Team Telekom  | a 14"     |
| 3    | Mikel Zarrabeitia    | ONCE          | a 27"     |

### 5ª tappa
- 14 marzo: Aix-en-Provence > Mont Faron – 152,5 km

| Pos. | Corridore            | Squadra      | Tempo    |
| ---- | -------------------- | ------------ | -------- |
| 1    | Alexandre Vinokourov | Team Telekom | 3h46'22" |
| 2    | Gilberto Simoni      | Saeco        | a 7"     |
| 3    | David Moncoutié      | Cofidis      | s.t.     |

| Pos. | Corridore            | Squadra      | Tempo     |
| ---- | -------------------- | ------------ | --------- |
| 1    | Alexandre Vinokourov | Team Telekom | 14h26'10" |
| 2    | Mikel Zarrabeitia    | ONCE         | a 43"     |
| 3    | Davide Rebellin      | Gerolsteiner | a 54"     |

### 6ª tappa
- 15 marzo: Mont Faron > Cannes – 194,5 km

| Pos. | Corridore         | Squadra | Tempo    |
| ---- | ----------------- | ------- | -------- |
| 1    | Joaquim Rodríguez | ONCE    | 5h02'01" |
| 2    | David Latasa Lasa | Kelme   | s.t.     |
| 3    | Laurent Brochard  | AG2R    | s.t.     |

| Pos. | Corridore            | Squadra      | Tempo     |
| ---- | -------------------- | ------------ | --------- |
| 1    | Alexandre Vinokourov | Team Telekom | 19h28'32" |
| 2    | Mikel Zarrabeitia    | ONCE         | a 43"     |
| 3    | Davide Rebellin      | Gerolsteiner | a 54"     |

### 7ª tappa
- 16 marzo: Nizza > Nizza – 160 km

| Pos. | Corridore      | Squadra      | Tempo    |
| ---- | -------------- | ------------ | -------- |
| 1    | David Bernabéu | Milaneza-MSS | 4h01'21" |
| 2    | Fabian Jeker   | Milaneza-MSS | a 3"     |
| 3    | Iván Parra     | Kelme        | s.t.     |

| Pos. | Corridore            | Squadra      | Tempo     |
| ---- | -------------------- | ------------ | --------- |
| 1    | Alexandre Vinokourov | Team Telekom | 23h30'04" |
| 2    | Mikel Zarrabeitia    | ONCE         | a 43"     |
| 3    | Davide Rebellin      | Gerolsteiner | a 54"     |

## Classifiche finali

### Classifica generale
| Pos. | Corridore            | Squadra        | Tempo     |
| ---- | -------------------- | -------------- | --------- |
| 1    | Aleksandr Vinokurov  | Team Telekom   | 23h30'04" |
| 2    | Mikel Zarrabeitia    | ONCE-Eroski    | a 43"     |
| 3    | Davide Rebellin      | Gerolsteiner   | a 54"     |
| 4    | Jörg Jaksche         | ONCE-Eroski    | a 55"     |
| 5    | Sylvain Chavanel     | Brioches La B. | a 1'24"   |
| 6    | David Bernabéu       | Milaneza-MSS   | a 1'28"   |
| 7    | Claus Michael Møller | Milaneza-MSS   | a 1'30"   |
| 8    | Volodymyr Hustov     | Fassa Bortolo  | a 1'41"   |
| 9    | Samuel Sánchez       | Euskaltel      | a 1'48"   |
| 10   | Óscar Pereiro        | Phonak         | a 2'04"   |